# Sharon Stone
Sharon Yvonne Stone (Meadville, SAD, 10. ožujka 1958.), američka filmska glumica, producentica, spisateljica i bivši model. Popularnost je stekla početkom 90-ih ulogama u erotskim trilerima Sirove strasti (1992.) i Sliver (1993.).

## Životopis
Rodila se u gradiću Meadville u saveznoj državi Pennsylvaniji kao drugo od četvero djece u obitelji oca tvorničkog radnika i majke kućanice. Sa sedamnaest godina osvojila je titulu Miss Pennsylvanije, što joj je s vremenom omogućilo da postane Fordov model u reklamama i tiskovinama.
Glumački debut ostvarila je 1980. godine u filmu Woodyja Allena Sturdust Memories, 1985. glumila je u filmu Rudnici kralja Salomona uz Richarda Chamberlaina, da bi filmski iskorak ostvarila malom, ali značajnom ulogom u ZF filmu Totalni opoziv (1990.) gdje glumila uz Arnolda Schwarzeneggera. Istodobno, slikala se za časopis Playboy što joj je pomoglo u daljnjoj karijeri.
Svjetski poznata je postala 1992. ulogom književnice Catherine Tramell u erotskom trileru Paula Verhoevena Sirove strasti. Scena ispitivanja iz spomenutog filma postala je klasik. Sljedeće godine snimila je erotsku melodramu, Sliver u kojem joj je partner bio William Baldwin, no taj film nije ispunio očekivanja. Stoga je isprobala agresivnije uloge u filmovima Specijalist (1994.) sa Sylvestrom Stalloneom i Brzi i mrtvi (1995.), no tek je ulogom Ginger u filmu Martina Scorsesija Casino (1995.), za koji je dobila Zlatni globus i bila nominirana za Oscara ostvarila daljnji napredak u filmskoj industriji.
Godine 2006. snimila je Sirove strasti 2, međutim taj film nije uspio ponoviti uspjeh prvijenca.

## Filmografija
| Godina | Film             | Uloga                         | Bilješke                           |
| ------ | ---------------- | ----------------------------- | ---------------------------------- |
| 1988.  | Iznad zakona     | Sara Toscani                  |                                    |
| 1990.  | Totalni opoziv   | Lori                          |                                    |
| 1992.  | Sirove strasti   | Catherine Tramell             | MTV Movie Award                    |
| 1993.  | Sliver           | Carly Norris                  |                                    |
| 1995.  | Specijalist      | May Munro (Adrian Hastings)   |                                    |
| 1995.  | Brzi i mrtvi     | Ellen                         |                                    |
| 1995.  | Casino           | Ginger McKenna                | Zlatni globus nominacija za Oscara |
| 1996.  | Diabolique       | Nicole Horner                 |                                    |
| 1998.  | Moćni par        | Gwen Dillon                   |                                    |
| 1998.  | Sfera            | dr. Elizabeth 'Beth' Halperin |                                    |
| 1999.  | Gloria           | Gloria                        |                                    |
| 1999.  | The Muse         | Sarah Little                  |                                    |
| 2000.  | Lijepi Joe       | Hush                          |                                    |
| 2003.  | Đavolje ždrijelo | Leah Tilson                   |                                    |
| 2004.  | Žena mačka       | Laurel Hedare                 |                                    |
| 2006.  | Sirove strasti 2 | Catherine Tramell             |                                    |